# Пионерский лагерь имени Олега Кошевого
В России (СССР) есть (были) и другие географические пункты с таким названием.
Пионе́рский ла́герь и́мени Оле́га Кошево́го — упразднённое в 2024 году село в Комсомольском районе Хабаровского края Российской Федерации. Входило в состав Бельговского сельского поселения.

## Население
| 2002 | 2010 | 2011 | 2012 | 2021 |
| ---- | ---- | ---- | ---- | ---- |
| 13   | ↘6   | →6   | ↘5   | ↘0   |